# Црква Светог Спаса на Нередици
Црква Светог Спаса на Нередици (рус. Церковь Спаса на Нередице) православни је храм Руске православне цркве посвећен Преображењу Господњем. Храм се налази на око 1,5 километар јужно од града Великог Новгорода, на десној обали рукавца Малог Волховеца.
Црква се од 1992. налази на Унесковој листи светске баштине као део комплекса Историјски споменици Новгорода и околине. Храм се такође налази на листи културног наслеђа Руске Федерације под бројем 5310113002.

## Историјат и архитектура
Црква је саграђена 1198. под ктиторством новгородског књаза Јарослава Владимировича (као помен двојици његових страдалих синова). Грађевински радови на цркви су обаљени за мање од годину дана, а већ наредне 1199. осликане су и фреске. Како се црква током Другог светског рата налазила на самој линији борбених дејстава претрпела је значајна оштећења, а првобитне оригиналне фреске су изгубљене у неповрат (преостао је само један мали сегмент на западном зиду). Занимљиво је да је цела унутрашњост цркве била фрескописана, а да је фреске радило и до десет мајстора фрескописаца у различитим стиловима. Фреска црквеног ктитора књаза Јарослава додана је накнадно на јужни зид 1246.године.
Фреске ове цркве сматране су најлепшим и најдрагоценијим примерима руског средњовековног фрескосликарства. Акварелне копије фресака које је урадио сликар Николај Мартинов (1842—1913) биле су изложене на Светској изложби у Паризу 1867. где су награђене бронзаном медаљом. Прва велика рестаурација фресака извршена је током 1903. и 1904, а у радовима је учествовао у то време један од највећих руских сликара Николај Рерих.
Нередичка црква је изграђена у четвороугаоној форми са четири основна стуба, једном куполом и 3 апсиде на источној страни. Овакав вид црквене архитектуре био је типичан за подручје Новгорода током 12. века.
Захваљујући археолошким истраживањима обављеним у унутрашњости цркве током 2001. године откривени су фрагменти оригиналног житија из 1199. године, а пронађена је и гробница московског књаза Афанасија Даниловича који је ту сахрањен 1322. године.
Комплетна архитектонска рестаурација храма завршена је током 2004. године. Данас овај храм углавном служи као музејски објекат.
- Црква Спаса на Нередицу
- Средњовековне фреске
- Унутрашњост храма пре уништења